# Девід Фрідріх Вайнланд
Девід Фрідріх Вайнланд (нім. David Friedrich Weinland; 30 серпня 1829, Грабенштеттен, Вюртемберг — 19 вересня 1915, Гогенвіттлінген, Бад-Урах) — німецький зоолог і письменник.

## Біографія
Син пастора Августа Вайнланда. Ще замолоду виявив великий інтерес до геологічного минулого Вюртемберга. Він відвідував Євангельську духовну семінарію в Молбронні з 1843 по 1847 рік, а потім вивчав теологію як стипендіат Тюбінгенської духовної семінарії. Водночас він відвідував лекції з природничих наук і після закінчення теологічної освіти повністю присвятив себе природничим наукам. У 1852 році захистив дисертацію про самозародження.
Після роботи асистентом у Зоологічному музеї в Берліні він поїхав до Гарвардського університету в США, де працював у Музеї порівняльної зоології. За час перебування в США він подорожував до Канади, Мексики та Карибського басейну і особливо Гаїті, де проводив етнографічні дослідження та вивчав зростання коралів. Тоді ж описав основні елементи життєвого циклу бичачого цип'яка, збудника теніаринхозу. 
У 1857 році він був обраний до Американської академії мистецтв і наук. Згодом Вайнланд повернувся до Німеччини, був директором зоологічного саду у Франкфурті-на-Майні з 1859 по 1863 рік. За станом здоров'я йому довелося відмовитися від цієї посади. У 1860 році став членом Леопольдини.
З 1876 по 1883 рік жив у Еслінгені. Решту свого життя він провів як приватний науковець у маєтку Гоген-Вітлінген поблизу Ураха (Вюртемберг), який зараз належить до міста Бад-Урах разом із селом Вітлінген — поблизу того, що він називав «Тулкахоль» у своєму історично-фантастичному романі «Руламан».
Вайнланд був членом Товариства природничих досліджень в Емдені.
Його сином був професор фармацевтичної хімії Рудольф Фрідріх Вайнланд (Rudolf Friedrich Weinland) (1865—1936).

## Художні твори
- Руламан (нім. Rulaman). Казка часів печерної людини і печерного ведмедя. (нім. Erzählung aus der Zeit des Höhlenmenschen und des Höhlenbären) 1878 рік. Передрук: Knödler-Verlag, Reutlingen 2009. ISBN 978-3-87421-137-6
- Кунінг Хартфест (нім. Kuning Hartfest). Картина життя з історії наших німецьких предків, коли вони ще приносили жертву Вуодану і Дуонару. (нім. Ein Lebensbild aus der Geschichte unserer deutschen Ahnen, als sie noch Wuodan und Duonar opferten) 1879 рік. Передрук Knödler-Verlag, Reutlingen 1990. ISBN 978-3-87421-172-7